# Peter Lönn
Peter Lönn (ur. 13 lipca 1961 w Norrköping) – szwedzki piłkarz występujący na pozycji obrońcy.

## Kariera klubowa
Lönn karierę rozpoczynał w 1980 roku w pierwszoligowym IFK Göteborg. Jego graczem był przez 10 sezonów i przez ten czas zdobył z zespołem cztery mistrzostwa Szwecji (1982, 1983, 1984, 1987) oraz trzy Puchary Szwecji (1979, 1982, 1983). Dwa razy wygrał z nim też rozgrywki Pucharu UEFA (1982, 1987). W 1989 roku przeszedł do szwajcarskiego Neuchâtel Xamax. W sezonach 1989/1990 oraz 1990/1991 zajął z nim 3. miejsce w pierwszej lidze szwajcarskiej.
W 1992 roku Lönn odszedł do szwedzkiego IFK Norrköping i w tym samym roku zakończył tam karierę.

## Kariera reprezentacyjna
W reprezentacji Szwecji Lönn zadebiutował 18 kwietnia 1987 w wygranym 3:1 towarzyskim meczu ze Związkiem Radzieckim, w którym strzelił też gola samobójczego. W 1988 roku został powołany do kadry na Letnie Igrzyska Olimpijskie, zakończone przez Szwecję na ćwierćfinale.
W latach 1987–1989 w drużynie narodowej rozegrał 7 spotkań.